# Sanremo Giovani 1995
La terza edizione televisiva del concorso Sanremo Giovani si è svolta al Teatro Ariston di Sanremo il 7 e l'8 novembre 1995, presentata da Pippo Baudo con la partecipazione di Luana Ravegnini.

## Classifica, canzone e cantanti
FINALISTE A SANREMO 1995 - PRIMA SERATA
1. Vivo per... O.R.O.
2. Ti prego ti prego ti prego Adriana Ruocco
3. Non c'è ragione Camilla
4. Sola Marina Rei
5. Disperato Olivia
6. Stella di Roma Maurizio Lauzi

FINALISTE A SANREMO 1995 - SECONDA SERATA
1. Sei bellissima Syria
2. Mi piace Leandro Barsotti
3. Vivo Jalisse
4. Rose e fiori Alessandro Errico
5. Nessuno mi può giudicare Silvia Salemi
6. Quello che sento Carmen Consoli

NON FINALISTE - PRIMA SERATA
1. Povero cuore Mattia Salvi
2. Resta cu' mme Marco Del Freo
3. E le ragazze ci guardano Licata
4. Metti un lento Perro Negro
5. Gente di mondo Max Monti
6. Rimani qui Caligola

NON FINALISTE - SECONDA SERATA
1. "Butterfly-Mad Kate" Zenîma
2. Un amore per noi Massimo Talamo
3. Lui e lei K.O.
4. Ho già l'età Corinne
5. X... mi hai fatto perdere la testa Enrico Sognato
6. Gente di strada Luigi Licata

## Regolamento
I primi 7 cantanti classificati di ciascuna serata accedono alla categoria Nuove proposte del Festival di Sanremo 1996.

## Ospiti
Mikimix - Succede Solo Nei Film
Cher - Walking In Memphis 

## Orchestra
Della RAI.

## Ascolti
| 1             | 7 novembre 1995 | 5.013.000 | 21,40% |
| 2             | 8 novembre 1995 | 5.583.000 | 24,07% |
| Media Auditel | Media Auditel   | 5.298.000 | 22,73% |